# Acalolepta griseoplagiatoides
Acalolepta griseoplagiatoides är en skalbaggsart som beskrevs av Stefan von Breuning 1968. Acalolepta griseoplagiatoides ingår i släktet Acalolepta och familjen långhorningar. Inga underarter finns listade i Catalogue of Life.